# Status epilepticus
Status epilepticus (SE) reprezintă o criză epileptică ce durează mai mult de cinci minute sau o serie de mai multe crize în decurs de cinci minute, fără ca persoana să își revină la normal între aceste momente.

## Simptome
Crizele pot fi de tip tonico-clonic cu un tipar regulat de contracții și extensii a brațelor și picioarelor sau de tipul celor care nu include contracții, cum ar fi crize de absență sau crize parțiale complexe. Status epilepticus reprezintă o afecțiune care pune viața pacientului în pericol, mai ales dacă tratamentul este amânat.

## Cauze și diagnostic
Status epilepticus poate apărea la acele persoane cu un istoric de epilepsie, precum și la aceia care au o problemă latentă a creierului. Aceste probleme latente includ, printre altele, traume, infecții sau atacuri cerebrale. Adeseori, diagnosticul implică verificarea glicemiei, o imagistică a capului, un număr de teste ale sângelui și o electroencefalogramă. Crizele nonepileptice psihogene pot părea asemănătoare. Printre alte afecțiuni ce par a fi SE se numără: hipoglicemia, disfuncții de mișcare, meningită și delir.

## Tratament și prognoză
Benzodiazepinele reprezintă tratamentul inițial preferat, după care se administrează, de obicei, fenitoina. Posibilele benzodiazepine includ lorazepam intravenos, precum și injecții intramusculare cu midazolam. În cazul în care acestea nu sunt eficiente, un număr de alte medicamente pot fi utilizate, cum ar fi acidul valproic, fenobarbitalul, propofolul sau ketamina. Intubația poate fi necesară pentru a ajuta căile respiratorii ale persoanei. Între 10 și până la 30% dintre oamenii care suferă de status epilepticus mor în decurs de 30 de zile. Cauza latentă, vârsta persoanei și durata crizei reprezintă factori importanți pentru rezultat. Status epilepticus apare la până la 40 din 100.000 de oameni pe an. Aceștia reprezintă aproximativ 1% dintre oamenii care ajung la departamentul de primiri urgențe.